# Битов (замък)
 Тази статия е за замъка в Чехия.  За града в Полша вижте Битов.  
Замъкът Битов (на чешки: Hrad Bítov) е средновековна крепост, разположена на стръмно възвишение над река Желетавка, в близост до язовир Вранов, край едноименното село Битов, окръг Зноймо. Намира се на около 25 km северозападно от град Зноймо, Чехия. Построен през 11 век, Битов е един от най-старите и най-големи моравски замъци.
На това място първоначално е издигнато укрепено селище, включващо параклис на Дева Мария. Крепостта е възстановена през първата половина на 13 век като трудно превземаем готически замък, охраняващ южните граници на земите на Пршемисловци. През 14 век е издигната нова вътрешна защита заедно с късноготически укрепления. Владетелите на Битов стават новите собственици на замъка и се основават тук в продължение на четири века. Те извършват и по-нататъшните подобрения на отбраната на замъка.
Битов по-късно претърпява и бароково преустройство и придобива сегашния си вид в началото на 19 век, когато преминава в ръцете на графовете на Даун. Потомците на Леополд Йозеф фон Даун, известен военачалник, възстановяват замъка в духа на романтичния стил. Между 1811 и 1845 г. са създадени богато декорирани стаи, въз основа на предложенията на Антон Щулер. Кулминацията на работата по повторната готификация е реконструкцията на църквата „Успение Богородично“ от виенския архитект Антон Рукер, който оставя оригиналното готическо обзавеждане. В края на 20 век, Битов претърпява основен ремонт.
Структурното подреждане на замъка чрез реконструкция, която е извършена на няколко пъти по-късно, е пример за ранноготическата чешка архитектура. Разположението е доста сложно и води в една посока към предния ров, към който са насочени двете клиновидни кръгли кули. Външната кула над рова, по-късно се слива с конструкцията на замъка, докато другата кула стои сама в задната част на вътрешния двор.